# Льон

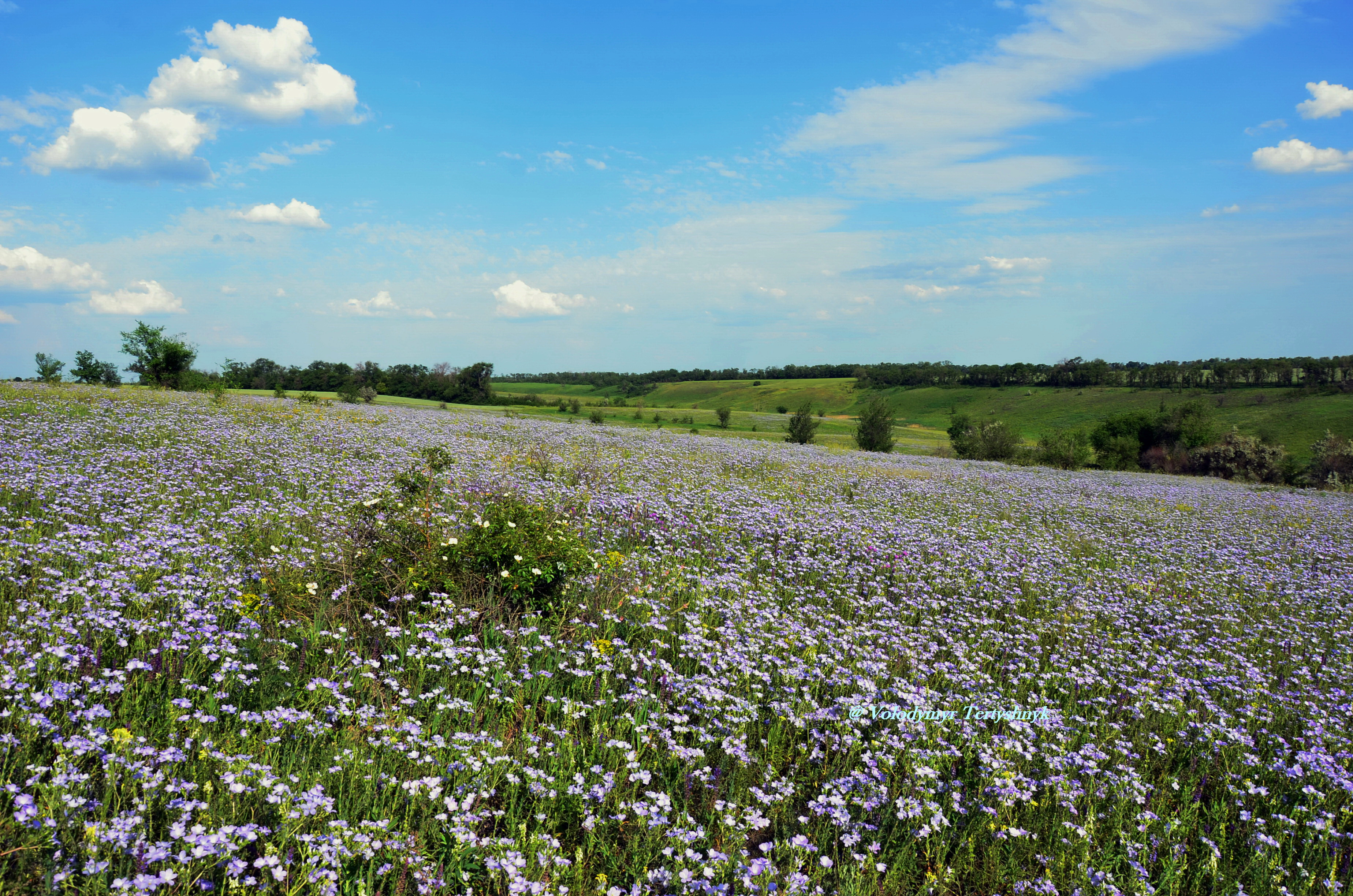
Льон (Linum) в дикій природі

Льон (Linum) — рід рослин родини льонових. Рід налічує приблизно 200 видів, які ростуть у помірних і субтропічних регіонах світу. Луб'яні волокна льону звичайного (L. usitatissimum) використовують для виробництва лляного волокна і лляних тканин, а насіння — для виробництва лляної олії.

## Опис
Це трави або півкущики; однорічні, дворічні або багаторічні; голі або волохаті. Стебла прямостійні, висхідні чи розлогі, розгалужені при основі чи суцвітті, чи по всій довжині, чи не розгалужені. Листки сидячі, іноді опадають рано, чергуються, а іноді частково протилежні або в кільцях, пластинки від лінійних до лопатоподібних, краї зубчасті або цілісні. Квіти в різного роду суцвіттях, рідко поодинокі; чашолистків 5, пелюстків 5 (сині, білі, жовті, жовтувато-оранжеві, оранжеві або лососеві, рідше червоні або темно-бордові, іноді з темними смугами біля основи), тичинок 5. Плід — коробочка. Насіння 10, гладке й сплощене.

## Види
За даними спільного інтернет-проєкту Королівських ботанічних садів у К'ю і Міссурійського ботанічного саду «The Plant List» рід налічує 141 вид, а за даними інтернет-проєкту Королівських ботанічних садів у К'ю «Plants of the World Online» рід налічує 213 видів.
Види, поширені в Україні:
- Linum austriacum — льон австрійський
  - Linum austriacum subsp. euxinum — льон австрійський причорноморський
  - Linum austriacum subsp. marschallianum — льон австрійський Маршалла
- Linum bienne (syn. Linum angustifolium) — льон дворічний
- Linum catharticum — льон проносний
- Linum corymbulosum — льон дрібнощитковий
- Linum extraaxillare — льон гірський
- Linum flavum — льон жовтий
  - Linum flavum subsp. basarabicum (syn. Linum basarabicum) — льон жовтий бесарабський
- Linum grandiflorum — льон великоквітковий
- Linum hirsutum (syn. Linum lanuginosum) — льон шорсткий
- Linum nervosum — льон жилкуватий
  - Linum nervosum subsp. jailicola — льон жилкуватий яйлинський
- Linum nodiflorum — льон вузлоцвітий
- Linum pallasianum (syn. Linum czerniaevii) — льон Палляса
- Linum perenne — льон багаторічний
- Linum strictum — льон прямий
- Linum tauricum — льон кримський
- Linum tenuifolium — льон тонколистий
- Linum trigynum — льон триматочковий
- Linum ucranicum — льон український
- Linum usitatissimum (syn. Linum crepitans) — льон звичайний
  - Linum usitatissimum var. humile — льон звичайний низький